# Zhao Xiaojing
Pour les articles homonymes, voir  Zhao.
Zhao Xiaojing (en chinois : 赵晓静), née le 1er février 1995, est une pongiste handisport chinoise concourant en classe 10. Elle est médaillée de bronze par équipes lors des Jeux de 2020.

## Palmarès

### Jeux paralympiques
- médaille de bronze par équipes classe 9-10 aux Jeux paralympiques d'été de 2020 à Tokyo